# Partido de Tigre
Tigre es uno de los 135 partidos de la provincia argentina de Buenos Aires. Se ubica en la zona norte del área metropolitana de Buenos Aires. Este partido abarca la primera sección del Delta del Paraná y sus islas de baja altitud, como así también una zona continental en la cual se encuentra su ciudad cabecera, que es Tigre, y otras localidades como Don Torcuato, Ricardo Rojas, El Talar, General Pacheco, Benavídez, Troncos del Talar, Dique Luján, Rincón de Milberg y Nordelta.
El partido limita al norte con el Río Paraná de las Palmas separándolo del partido de San Fernando, al este con el Río de la Plata, al sudeste con los partidos de San Fernando, San Isidro y San Martín, al suroeste con los partidos de San Miguel y Malvinas Argentinas y al noroeste con el partido de Escobar. Ocupa una superficie de 148 km² en el continente y 220 km² de islas, y su población era de 380.709 habitantes en 2010. En el municipio, la sección continental, aglomerada a Buenos Aires, está separada del sector insular del Delta del Paraná por el río Luján.

## Historia
La fundación de la ciudad de Buenos Aires en 1580, liderada por Juan De Garay, y la consiguiente repartición de tierras para estancias y chacras, comenzó la colonización del actual partido de Tigre.
En el siglo XVIII, ya se habían asentado varios habitantes en el Pueblo de las Conchas, lo que promovió la construcción de una viceparroquia en 1770, elevada a parroquia diez años después. La extracción y procesado de maderas del Delta, las actividades agrícolas y ganaderas de la zona y la actividad del puerto fueron consolidando el poblado, reconocido como partido en 1785. Hacia 1790 se da el apogeo comercial del puerto, lo que motivó la apertura de numerosos aserraderos.[cita requerida]
En 1805 sucedieron grandes tormentas e inundaciones, lo que destruyó el pueblo en casi su totalidad. Este hecho obligó a la mayoría de la población a escapar a tierras más altas, fundando así con el apoyo del virrey Sobremonte la villa de San Fernando de la Buena Vista.[cita requerida]
El 4 de agosto de 1806 se sucedió uno de los hechos más importantes de la historia de Tigre, cuando Santiago de Liniers desembarcó inesperadamente en el Río de las Conchas, para organizar su tropas y reconquistar la ciudad de Buenos Aires que permanecía en manos del general inglés William Carr Beresford. Liniers y sus tropas permanecieron en la estancia de Goycochea antes de marchar a la capital. Varios vecinos de Tigre participaron de la Reconquista. Estas jornadas merecen ser consideradas como uno de los hechos constitutivos de la Nación, ya que demostraron que los criollos podían valerse por sí mismos y abrieron el proceso que llevaría a la nomenclatura deriva de los yaguaretés existentes en la zona cuando se estableció el pueblo. En 1954 se cambió el nombre de Partido de las Conchas por el de Tigre, el río de las Conchas pasó a llamarse Reconquista y Tigre fue reconocida como ciudad.

## Problemas medioambientales
El río Tigre, el canal Aliviador y el Reconquista Chico son la desembocadura de la cuenca del río Reconquista, que junto a la del Riachuelo es una de las más contaminadas del país. Por eso los vecinos de Tigre hace muchos años que están preocupados por su salud a causa de la gran contaminación.
El partido de Tigre ha experimentado, durante la década de 1990, un enorme auge inmobiliario, con la construcción de grandes emprendimientos como Nordelta, Santa Bárbara, Santa María de Tigre, Altamira y Villanueva, entre otros.
Tigre figura en las posiciones más bajas en la cobertura de cloacas y agua potable comparado con los 24 municipios del Gran Buenos Aires. Según estadísticas censales de UNICEF, en el partido el 83% de la población no tiene cloacas. En el año 2015, el Municipio de Tigre firmó un acuerdo con la empresa nacional AySA para extender su red de cloacas y agua potable a todo su territorio. El programa de trabajos prevé el final de las obras en 2019.

## Geografía

### Ubicación
En la zona norte del Gran Buenos Aires, a 31 km al noroeste de la Capital Federal. Es un gran lugar turístico que recibe visitantes todo el año.
Limita con los partidos de San Martín, San Isidro, San Fernando, San Miguel, Malvinas Argentinas y Escobar.

### Sismicidad
La región responde a la «subfalla del río Paraná», y a la «subfalla del Río de la Plata», con sismicidad baja; y su última expresión se produjo el 5 de junio de 1888 (137 años), a las 3.20 UTC-3, con una magnitud en Tigre, aproximadamente de 5,0 en la escala de Richter (terremoto del Río de la Plata de 1888).

## Localidades
- Tigre (cabecera del municipio) (B1648)
- Don Torcuato (B1611)
- General Pacheco (B1617)
- El Talar (B1618)
- Troncos del Talar (B1608)
- Benavídez (B1621)
- Dique Luján (B1622)
- Ricardo Rojas (B1610)
- Rincón de Milberg (B1624)
- Nordelta (B1670)

## Demografía
Según los resultados definitivos del censo de 2022 la población del partido alcanza los 446.949 habitantes.
Según el INDEC, en octubre de 2010 la población del partido alcanzaba los 376.381 habitantes.
| Población | 3.329 | 4.715   | 8.978   | 16.691  | 58.348   | 91.725  | 152.335 | 206.349 | 257.922 | 301.223 | 376.381 | 446.949 |
| Variación | -     | +41,63% | +90,41% | +85,91% | +249,57% | +57,20% | +66,07% | +35,45% | +24,99% | +16,78% | +24,95% | +18,7%  |

Fuente: Instituto Nacional de Estadísticas y Censos, INDEC

## Deportes
Además tiene una importante representatividad deportiva, ya que se encuentran numerosos clubes de remo con deportistas de proyección internacional, principalmente en la ciudad de Tigre, el Hindú Club en Don Torcuato o Club Newman en Benavídez. También se encuentra el Tigre Rugby Club.
El equipo profesional de fútbol Club Atlético Tigre, si bien toma su nombre de la ciudad que le dio origen, está actualmente en el partido vecino de San Fernando.

### Clubes de remo del Delta del Paraná
Sobre el Río Luján y el Río Tigre se desarrolla la actividad de una gran cantidad de clubes náuticos, estando localizados quince clubes náuticos del Delta del Paraná cercanos a la Ciudad de Buenos Aires.
Todo comenzó el 16 de diciembre de 1873 (151 años) con la fundación del Club Buenos Aires Rowing Club a la que se unieron otros clubes fundados por 11 colectividades distintas a la argentina.

## Política

### Gobierno
Al igual que los 135 partidos de la provincia de Buenos Aires, el partido de Tigre está a cargo de un intendente y un concejo deliberante el cual se renueva por mitades cada 2 años. El intendente tiene un mandato que dura cuatro años y puede ser reelecto indefinidamente, este es electo mediante el voto en las Elecciones Nacionales de la República Argentina que se celebran cada cuatro años.

#### Intendentes municipales desde 1983
| Intendente            | Mandato                                           | Partido | Partido | Alianza | Alianza     | Elecciones |
| --------------------- | ------------------------------------------------- | ------- | ------- | ------- | ----------- | ---------- |
| Oscar Egidio Giordano | 10 de diciembre de 1983 - 10 de diciembre de 1987 |         | UCR     |         | —           | 1983       |
| Ricardo José Ubieto   | 10 de diciembre de 1987 - 10 de diciembre de 1991 |         | AC      |         | Vecinalismo | 1987       |
| Ricardo José Ubieto   | 10 de diciembre de 1991 - 10 de diciembre de 1995 | 1991    | AC      |         | Vecinalismo |            |
| Ricardo José Ubieto   | 10 de diciembre de 1995 - 10 de diciembre de 1999 | 1995    | AC      |         | Vecinalismo |            |
| Ricardo José Ubieto   | 10 de diciembre de 1999 - 10 de diciembre de 2003 | 1999    | AC      |         | Vecinalismo |            |
| Ricardo José Ubieto   | 10 de diciembre de 2003 - 16 de noviembre de 2006 | 2003    | AC      |         | Vecinalismo |            |
| Hiram Gualdoni        | 16 de noviembre de 2006 - 10 de diciembre de 2007 | 2003    |         | AC      | Vecinalismo |            |
| Sergio Tomás Massa    | 10 de diciembre de 2007 - 23 de julio de 2008     |         | PJ      |         | FPV         | 2007       |
| Julio César Zamora    | 23 de julio de 2008 - 24 de julio de 2009         |         | PJ      |         | FPV         | 2007       |
| Sergio Tomás Massa    | 24 de julio de 2009 - 10 de diciembre de 2011     |         | PJ      |         | FPV         | 2007       |
| Sergio Tomás Massa    | 10 de diciembre de 2011 - 25 de noviembre de 2013 | 2011    | PJ      |         | FPV         |            |
| Sergio Tomás Massa    | 10 de diciembre de 2011 - 25 de noviembre de 2013 | 2011    |         | FR      |             | —          |
| Julio César Zamora    | 25 de noviembre de 2013 - 10 de diciembre de 2015 | 2011    |         | FR      |             | —          |
| Julio César Zamora    | 10 de diciembre de 2015 - 10 de diciembre de 2019 |         | UNA     | FR      | 2015        |            |
| Julio César Zamora    | 10 de diciembre de 2019 - 10 de diciembre de 2023 |         | UT      |         | FdT         | 2019       |
| Julio César Zamora    | 10 de diciembre de 2023 - En el cargo             |         | UT      | UP      | 2023        |            |

1. ↑  Fallece en el cargo.
2. ↑  Renunció para asumir como Jefe de Gabinete de Ministros.
3. ↑  Retoma el cargo después de renunciar como Jefe de Gabinete de Ministros.
4. ↑  Renunció al cargo para asumir como diputado nacional.
5. ↑  Fundado por él mismo el 24 de junio de 2013.

#### Concejo Deliberante
El Concejo Deliberante está conformado de la siguiente manera:[cita requerida]
| Bloques | Bloques | Integrantes |
| ------- | ------- | ----------- |
|         | FDT     | 12          |
|         | PRO-JxC | 12          |

### Elecciones municipales

#### Elecciones en la década de 2020
|  | 50,31 % |

|  | 24,25 % |

|  | 21,98 % |

|  | 3,76 % |

|  | 93,17 % |

|  | 6,00 % |

|  | 0,68 % |

|  | 81,42 % |

|  | 100 % |

|  | 39,59 % |

|  | 38,09 % |

|  | 7,84 % |

|  | 7,33 % |

|  | 3,84 % |

|  | 3,31 % |

|  | 96,42 % |

|  | 2,32 % |

|  | 1,26 % |

|  | 69,79 % |

|  | 100 % |

#### Elecciones en la década de 2010
|  | 55,48 % |

|  | 34,72 % |

|  | 4,74 % |

|  | 3,36 % |

|  | 1,70 % |

|  | 94,00 % |

|  | 5,26 % |

|  | 0,74 % |

|  | 80,41 % |

|  | 100 % |

|  | 35,19 % |

|  | 28,71 % |

|  | 27,13 % |

|  | 5,40 % |

|  | 3,57 % |

|  | 94,64 % |

|  | 4,54 % |

|  | 0,82 % |

|  | 77,85 % |

|  | 100 % |

|  | 44,09 % |

|  | 25,90 % |

|  | 22,96 % |

|  | 4,61 % |

|  | 2,44 % |

|  | 90,85 % |

|  | 8,50 % |

|  | 0,64 % |

|  | 82,38 % |

|  | 100 % |

|  | 61,82 % |

|  | 18,60 % |

|  | 6,84 % |

|  | 5,03 % |

|  | 4,59 % |

|  | 3,12 % |

|  | 94,14 % |

|  | 5,18 % |

|  | 0,68 % |

|  | 81,74 % |

|  | 100 % |

|  | 73,14 % |

|  | 5,95 % |

|  | 5,24 % |

|  | 4,20 % |

|  | 2,74 % |

|  | 2,54 % |

|  | 2,51 % |

|  | 2,22 % |

|  | 1,45 % |

|  | 88,72 % |

|  | 10,68 % |

|  | 0,60 % |

|  | 81,94 % |

|  | 100 % |

#### Elecciones en la década de 2000
|  | 25,29 % |

|  | 15,29 % |

|  | 12,63 % |

|  | 53,21 % |

|  | 16,90 % |

|  | 9,28 % |

|  | 26,18 % |

|  | 16,19 % |

|  | 1,28 % |

|  | 1,17 % |

|  | 0,50 % |

|  | 0,43 % |

|  | 0,36 % |

|  | 0,36 % |

|  | 0,26 % |

|  | 0,07 % |

|  | 92,93 % |

|  | 5,62 % |

|  | 1,45 % |

|  | 77,42 % |

|  | 100 % |

|  | 38,84 % |

|  | 7,62 % |

|  | 46,46 % |

|  | 42,02 % |

|  | 4,22 % |

|  | 2,00 % |

|  | 1,02 % |

|  | 0,81 % |

|  | 0,71 % |

|  | 0,52 % |

|  | 0,50 % |

|  | 0,50 % |

|  | 0,43 % |

|  | 0,28 % |

|  | 0,22 % |

|  | 0,21 % |

|  | 0,11 % |

|  | 91,48 % |

|  | 7,98 % |

|  | 0,54 % |

|  | 78,58 % |

|  | 100 % |

|  | 46,18 % |

|  | 26,88 % |

|  | 7,03 % |

|  | 4,18 % |

|  | 4,11 % |

|  | 2,34 % |

|  | 1,93 % |

|  | 1,35 % |

|  | 1,10 % |

|  | 0,95 % |

|  | 0,86 % |

|  | 0,77 % |

|  | 0,53 % |

|  | 0,46 % |

|  | 0,41 % |

|  | 0,30 % |

|  | 0,24 % |

|  | 0,20 % |

|  | 0,16 % |

|  | 0,01 % |

|  | 0,01 % |

|  | 90,31 % |

|  | 8,67 % |

|  | 1,02 % |

|  | 76,04 % |

|  | 100 % |

|  | 66,20 % |

|  | 14,43 % |

|  | 4,26 % |

|  | 3,13 % |

|  | 2,48 % |

|  | 1,62 % |

|  | 1,52 % |

|  | 1,19 % |

|  | 0,91 % |

|  | 0,80 % |

|  | 0,76 % |

|  | 0,66 % |

|  | 0,63 % |

|  | 0,39 % |

|  | 0,35 % |

|  | 0,27 % |

|  | 0,23 % |

|  | 0,15 % |

|  | 0,02 % |

|  | 0,01 % |

|  | 93,64 % |

|  | 5,33 % |

|  | 1,03 % |

|  | 70,87 % |

|  | 100 % |

|  | 43,51 % |

|  | 20,38 % |

|  | 5,37 % |

|  | 0,57 % |

|  | 0,23 % |

|  | 26,55 % |

|  | 5,78 % |

|  | 5,26 % |

|  | 3,91 % |

|  | 3,04 % |

|  | 3,01 % |

|  | 2,84 % |

|  | 1,89 % |

|  | 1,73 % |

|  | 0,89 % |

|  | 0,81 % |

|  | 0,62 % |

|  | 0,16 % |

|  | 82,43 % |

|  | 9,29 % |

|  | 8,28 % |

|  | 77,34 % |

|  | 100 % |

1. ↑  Falleció el 16 de noviembre de 2006, lo sucede Hiram Antonio Gualdoni.

#### Elecciones en la década de 1990
|  | 50,49 % |

|  | 18,60 % |

|  | 3,59 % |

|  | 22,19 % |

|  | 19,89 % |

|  | 3,64 % |

|  | 2,25 % |

|  | 0,55 % |

|  | 0,52 % |

|  | 0,47 % |

|  | 91,50 % |

|  | 7,65 % |

|  | 0,85 % |

|  | 85,30 % |

|  | 100 % |

|  | 42,42 % |

|  | 27,32 % |

|  | 13,03 % |

|  | 10,74 % |

|  | 1,44 % |

|  | 1,16 % |

|  | 1,05 % |

|  | 1,03 % |

|  | 0,99 % |

|  | 0,82 % |

|  | 93,01 % |

|  | 5,64 % |

|  | 1,35 % |

|  | 82,83 % |

|  | 100 % |

|  | 41,78 % |

|  | 34,69 % |

|  | 9,39 % |

|  | 6,76 % |

|  | 3,97 % |

|  | 1,96 % |

|  | 0,34 % |

|  | 0,30 % |

|  | 0,28 % |

|  | 0,19 % |

|  | 0,18 % |

|  | 0,16 % |

|  | 92,35 % |

|  | 6,89 % |

|  | 0,76 % |

|  | 85,15 % |

|  | 100 % |

|  | 37,08 % |

|  | 33,12 % |

|  | 11,92 % |

|  | 8,37 % |

|  | 2,11 % |

|  | 1,64 % |

|  | 1,27 % |

|  | 1,21 % |

|  | 0,80 % |

|  | 0,73 % |

|  | 0,70 % |

|  | 0,46 % |

|  | 0,28 % |

|  | 0,16 % |

|  | 0,15 % |

|  | 91,99 % |

|  | 6,53 % |

|  | 1,48 % |

|  | 83,39 % |

|  | 100 % |

|  | 43,50 % |

|  | 26,88 % |

|  | 11,37 % |

|  | 5,56 % |

|  | 2,41 % |

|  | 2,37 % |

|  | 1,69 % |

|  | 1,66 % |

|  | 0,96 % |

|  | 0,94 % |

|  | 0,76 % |

|  | 0,52 % |

|  | 0,48 % |

|  | 0,40 % |

|  | 0,38 % |

|  | 0,12 % |

|  | 94,45 % |

|  | 3,85 % |

|  | 1,70 % |

|  | 83,56 % |

|  | 100 % |

#### Elecciones en la década de 1980
|  | 41,83 % |

|  | 29,04 % |

|  | 13,71 % |

|  | 5,58 % |

|  | 4,65 % |

|  | 3,73 % |

|  | 0,99 % |

|  | 0,34 % |

|  | 0,13 % |

|  | 94,00 % |

|  | 4,93 % |

|  | 1,07 % |

|  | 88,80 % |

|  | 100 % |

|  | 47,58 % |

|  | 32,41 % |

|  | 12,09 % |

|  | 1,80 % |

|  | 1,65 % |

|  | 1,60 % |

|  | 1,04 % |

|  | 0,95 % |

|  | 0,34 % |

|  | 0,17 % |

|  | 0,17 % |

|  | 0,11 % |

|  | 0,09 % |

|  | 95,34 % |

|  | 2,94 % |

|  | 1,72 % |

|  | 87,82 % |

|  | 100 % |

|  | 29,58 % |

|  | 26,20 % |

|  | 20,03 % |

|  | 9,22 % |

|  | 4,83 % |

|  | 3,62 % |

|  | 2,73 % |

|  | 1,42 % |

|  | 0,69 % |

|  | 0,63 % |

|  | 0,60 % |

|  | 0,27 % |

|  | 0,18 % |

|  | 94,96 % |

|  | 2,28 % |

|  | 2,76 % |

|  | 87,00 % |

|  | 100 % |

|  | 44,77 % |

|  | 42,02 % |

|  | 3,18 % |

|  | 2,49 % |

|  | 2,19 % |

|  | 1,74 % |

|  | 1,19 % |

|  | 0,61 % |

|  | 0,56 % |

|  | 0,44 % |

|  | 0,32 % |

|  | 0,31 % |

|  | 0,18 % |

|  | 92,52 % |

|  | 6,99 % |

|  | 0,49 % |

|  | 87,32 % |

|  | 100 % |

#### Elecciones en la década de 1970 y 1960
|  | 54,42 % |

|  | 13,66 % |

|  | 12,89 % |

|  | 6,19 % |

|  | 5,62 % |

|  | 4,09 % |

|  | 1,74 % |

|  | 0,91 % |

|  | 0,48 % |

|  | 95,61 % |

|  | 3,95 % |

|  | 0,44 % |

|  | 45,71 % |

|  | 30,65 % |

|  | 4,95 % |

|  | 3,13 % |

|  | 2,60 % |

|  | 2,17 % |

|  | 2,08 % |

|  | 1,85 % |

|  | 1,44 % |

|  | 1,39 % |

|  | 1,26 % |

|  | 1,10 % |

|  | 0,88 % |

|  | 0,79 % |

|  | 95,67 % |

|  | 4,33 % |

|  | 35,08 % |

|  | 22,58 % |

|  | 9,06 % |

|  | 8,44 % |

|  | 6,60 % |

|  | 6,35 % |

|  | 6,33 % |

|  | 4,50 % |

|  | 1,06 % |

|  | 77,17 % |

|  | 20,73 % |

|  | 2,10 % |

## Transportes
Se puede llegar al centro de Buenos Aires con el Ferrocarril General Bartolomé Mitre, que va desde la estación Tigre ubicada a 150 ms. de la Estación fluvial hasta la Estación Retiro, el viaje dura 50 minutos. También perteneciente al Ferrocarril Belgrano Norte las estaciones de Don Torcuato y Vicealmirante Montes que pasan por el sur del partido.
Otra opción es el Tren de la Costa, que tiene servicios desde la Estación Delta hasta la estación Avenida Maipú en la localidad de Olivos.
Desde el centro de Buenos Aires se puede viajar con la línea 60, que inicia su recorrido en el barrio de Constitución, la línea 21 llega hasta Puente Saavedra.
Lanchas colectivas: salen desde la Estación Fluvial, son varias empresas con distintas rutas de navegación y permiten el traslado a las islas del Delta.
Líneas de colectivos que circulan en el municipio:
15 https://colectivosba.blogspot.com/2019/03/linea-15.html
21 https://colectivosba.blogspot.com/2019/03/linea-21.html
57 https://colectivosba.blogspot.com/2019/03/linea-57.html
60 https://colectivosba.blogspot.com/2019/03/linea-60-monsa.html
87 https://colectivosba.blogspot.com/2019/03/blog-post_7.html
127 https://colectivosba.blogspot.com/2019/04/linea-127.html
194 https://colectivosba.blogspot.com/2019/03/linea-194.html
203 https://colectivosba.blogspot.com/2019/03/linea-203.html
204 https://colectivosba.blogspot.com/2019/03/linea-204-b.html
204 https://colectivosba.blogspot.com/2019/03/blog-post.html
228 https://colectivosba.blogspot.com/2019/03/linea-228a-metropol.html
228 https://colectivosba.blogspot.com/2019/03/linea-228-b-sesenta.html
228 https://colectivosba.blogspot.com/2019/03/linea-228-motsa.html
228 https://colectivosba.blogspot.com/2019/03/linea-228-f-la-central.html
244 https://colectivosba.blogspot.com/2019/03/linea-244.html
303 https://colectivosba.blogspot.com/2019/03/linea-303.html
315 https://colectivosba.blogspot.com/2019/03/linea-315.html
341 https://colectivosba.blogspot.com/2019/03/linea-341-parque-lucero.html
343 https://colectivosba.blogspot.com/2019/03/linea-343.html
365 https://colectivosba.blogspot.com/2019/03/linea-365.html
379 https://colectivosba.blogspot.com/2019/03/linea-341-x-379-parque-lucero.html
391 https://colectivosba.blogspot.com/2019/03/linea-391.html
430 https://colectivosba.blogspot.com/2019/04/linea-430.html
437 https://colectivosba.blogspot.com/2019/03/linea-437.html
448 https://colectivosba.blogspot.com/2019/03/linea-448-egs.html
720 https://colectivosba.blogspot.com/2019/03/linea-720.html
721 https://colectivosba.blogspot.com/2019/03/linea-721.html
722 https://colectivosba.blogspot.com/2019/03/linea-722.html
723 https://colectivosba.blogspot.com/2019/03/linea-723.html

## Medios de comunicación locales
Hay muchos medios de información que cubren el distrito y sus barrios. Entre ellosse destacan:
- El Talar Noticias (https://eltalarnoticias.com.ar/)
- Industria y Nación, edición en línea especialmente dedicada a la industria y las empresas (https://industriaynacion.com.ar/)
- Tigre Noticias (https://www.facebook.com/tigrenoticias)
- Norte Online (http://www.norteonline.com.ar www.norteonline.com.ar)
- Politigra Tigre, diario digital del partido de Tigre (https://www.politicatgre.com.ar (enlace roto disponible en Internet Archive; véase el historial, la primera versión y la última).)
- Para Todos, diario con cobertura de noticias de la zona norte (www.periodicoparatodos.com.ar)
- Infobán (www.infoban.com.ar)
- El Comercio On Line (www.elcomercioonline.com.ar)
- InfoData35 (https://www.infodata35.com/)
- Pluma de Río (https://plumaderio.com.ar/)
- Vecinosenalertatigre.blogspot.com
- En Instagram: vecinos.enalertatigre
- En Facebook: Vecinos en Alerta Tigre
- En Facebook: Yo vivo en Rincón e Milberg, Tigre